# Pomarea
Pomarea – rodzaj ptaków z rodziny monarek (Monarchidae).

## Zasięg występowania
Rodzaj obejmuje gatunki występujące na wyspach południowego Oceanu Spokojnego.

## Morfologia
Długość ciała 14–19 cm, masa ciała 22–40 g.

## Systematyka

### Etymologia
- Pomarea: epitet gatunkowy Muscicapa pomarea Garnot, 1828; Tū Tūnuiēaiteatua Pōmare II (1774–1821), król Tahiti, panował w latach 1803–1808 i 1815–1821, przeszedł na chrześcijaństwo w 1819 roku lub jego syn Teri’itari’a Pōmare III (1820–1827), nieletni (ochrzczony w 1820 roku) król Tahiti, który rządził na mocy Rady Regencyjnej w latach 1821–1827[6].
- Rorotonga (Rarotonga): wyspa Rarotonga, Wyspy Cooka[7]. Typ nomenklatoryczny: Monarches dimidiata Hartlaub & Finsch, 1871.

### Podział systematyczny
Do rodzaju należą następujące gatunki:
- Pomarea nigra (Sparrman, 1786) – pacyficzka czarna
- Pomarea pomarea (Garnot, 1829) – pacyficzka aksamitna – gatunek wymarły w XIX wieku[9]
- Pomarea dimidiata (Hartlaub & Finsch, 1871) – pacyficzka białobrzucha
- Pomarea fluxa Murphy & Mathews, 1928 – pacyficzka okopcona – gatunek wymarły około 1977 roku[10]
- Pomarea nukuhivae Murphy & Mathews, 1928 – pacyficzka samotna – gatunek wymarły około 1930 roku[11]
- Pomarea iphis Murphy & Mathews, 1928 – pacyficzka żałobna
- Pomarea whitneyi Murphy & Mathews, 1928 – pacyficzka wielka
- Pomarea mira Murphy & Mathews, 1928 – pacyficzka atolowa – gatunek prawdopodobnie wymarły około 1985 roku[12]
- Pomarea mendozae (Hartlaub, 1854) – pacyficzka zmienna